# Jan Kazimierz Makowiecki
Jan Kazimierz Makowiecki herbu Pomian (zm. po 1795) – szambelan królewski od 1791 roku, kasztelan słonimski w 1793 roku, podkomorzy słonimski w 1778 roku, marszałek powiatu słonimskiego, chorąży słonimski, poseł.
Jako poseł powiatu słonimskiego na sejm elekcyjny był elektorem Stanisława Augusta Poniatowskiego w 1764 roku z województwa nowogródzkiego. W 1792 roku był konsyliarzem powiatu słonimskiego  w konfederacji generalnej Wielkiego Księstwa Litewskiego konfederacji targowickiej. Był członkiem Komisji Wojskowej Wielkiego Księstwa Litewskiego z nominacji konfederacji targowickiej w 1793 roku. W 1794 roku zasiadał w Komisji Skarbowej Wielkiego Księstwa Litewskiego.
W 1794 roku odznaczony Orderem Orła Białego.